# أرتور هوفمان
أرتور هوفمان (بالألمانية: Artur Hofmann)‏ هو سياسي ألماني، ولد في 24 يونيو 1907 في بلاوين في ألمانيا، وتوفي في 4 مايو 1987 في برلين في ألمانيا. حزبياً، نشط في حزب الوحدة الاشتراكية الألماني والحزب الشيوعي في ألمانيا.